# Böckweiler
Böckweiler est un écart de la commune allemande de Blieskastel dans l'arrondissement de Sarre-Palatinat en Sarre.
Jusqu'au 1er janvier 1974, le village était une commune indépendante de l'arrondissement de Hombourg.

## Géographie

### Localisation
Böckweiler se situe au sud-est de la région naturelle du Bliesgau et du Palatinat sarrois. Le village se trouve à environ 7 km de Blieskastel et de Gersheim.

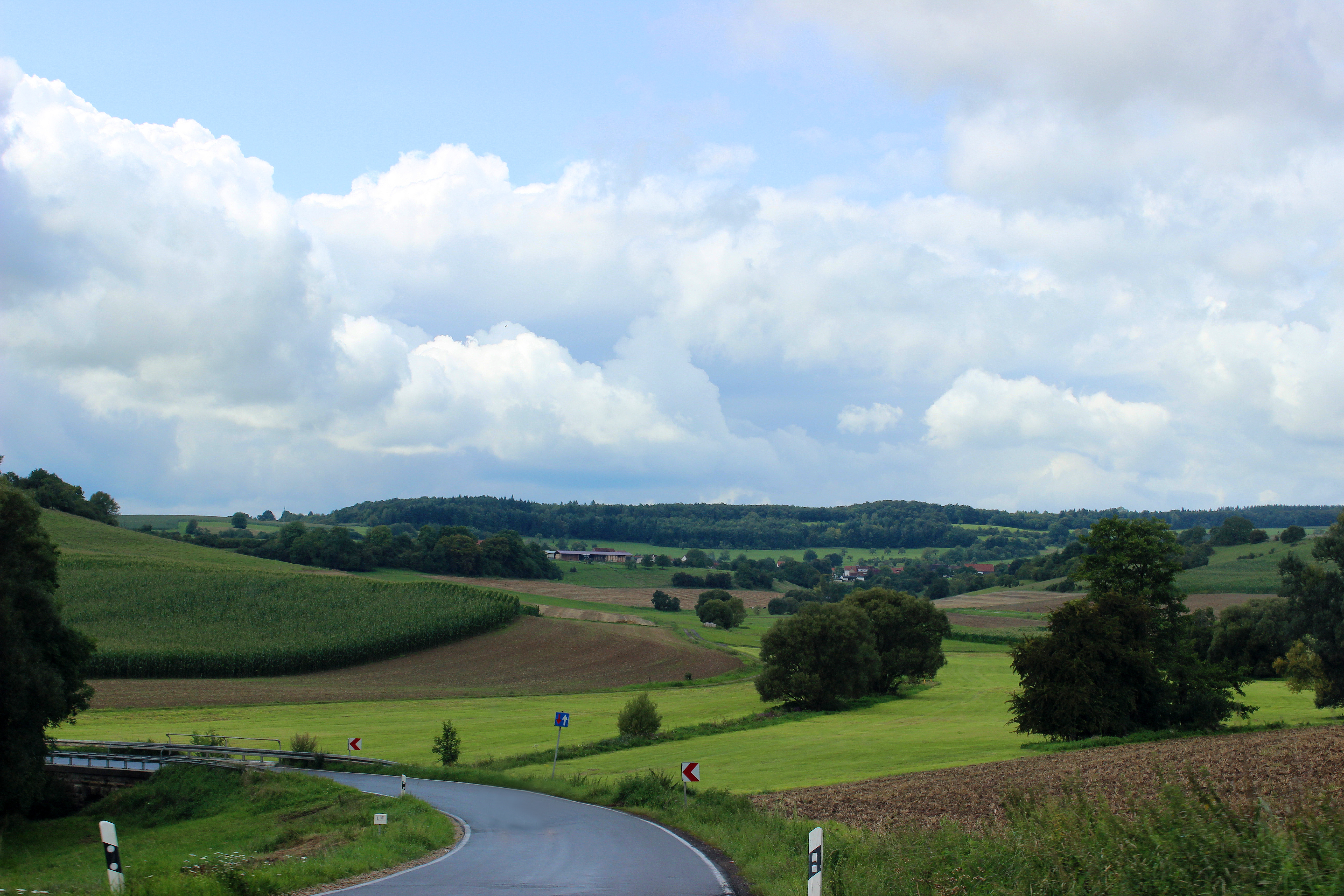
Paysage du Bliesgau à Böckweiler.

## Histoire
Böckweiler est mentionné pour la première fois en 1149 sous la forme Bickwilre dans des documents de l'abbaye de Hornbach.
En 1594, le village est mentionné par Thierry Alix comme faisant partie de la mairie de Rimling du comté de Bitche.
Après la Révolution, Böckweiler devient français avec tout le reste de la rive gauche du Rhin. Sous administration française, le village appartient à la mairie de Mittelbach, au canton de Medelsheim, à l'arrondissement de Deux-Ponts et au département du Mont-Tonnerre.
Après le congrès de Vienne en 1815, le village est attribué au royaume de Bavière. Sous son administration, le canton de Medelsheim est supprimé, et Böckweiler est alors incorporé au canton de Neuhornbach.
Böckweiler est incorporé à Blieskastel le 1er janvier 1974.

## Lieux et monuments

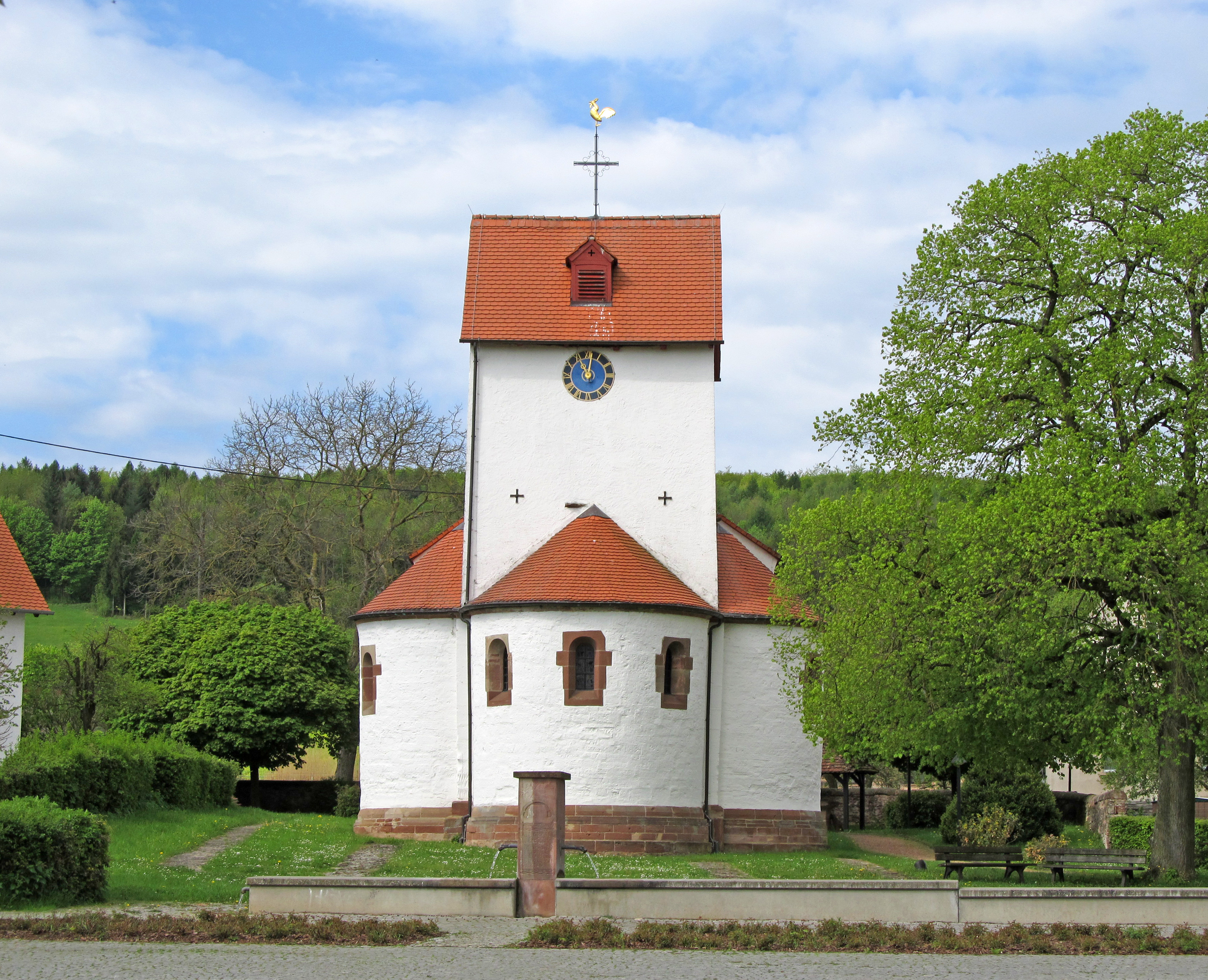
L'église simultanée, la seule de tout le Land de Sarre.
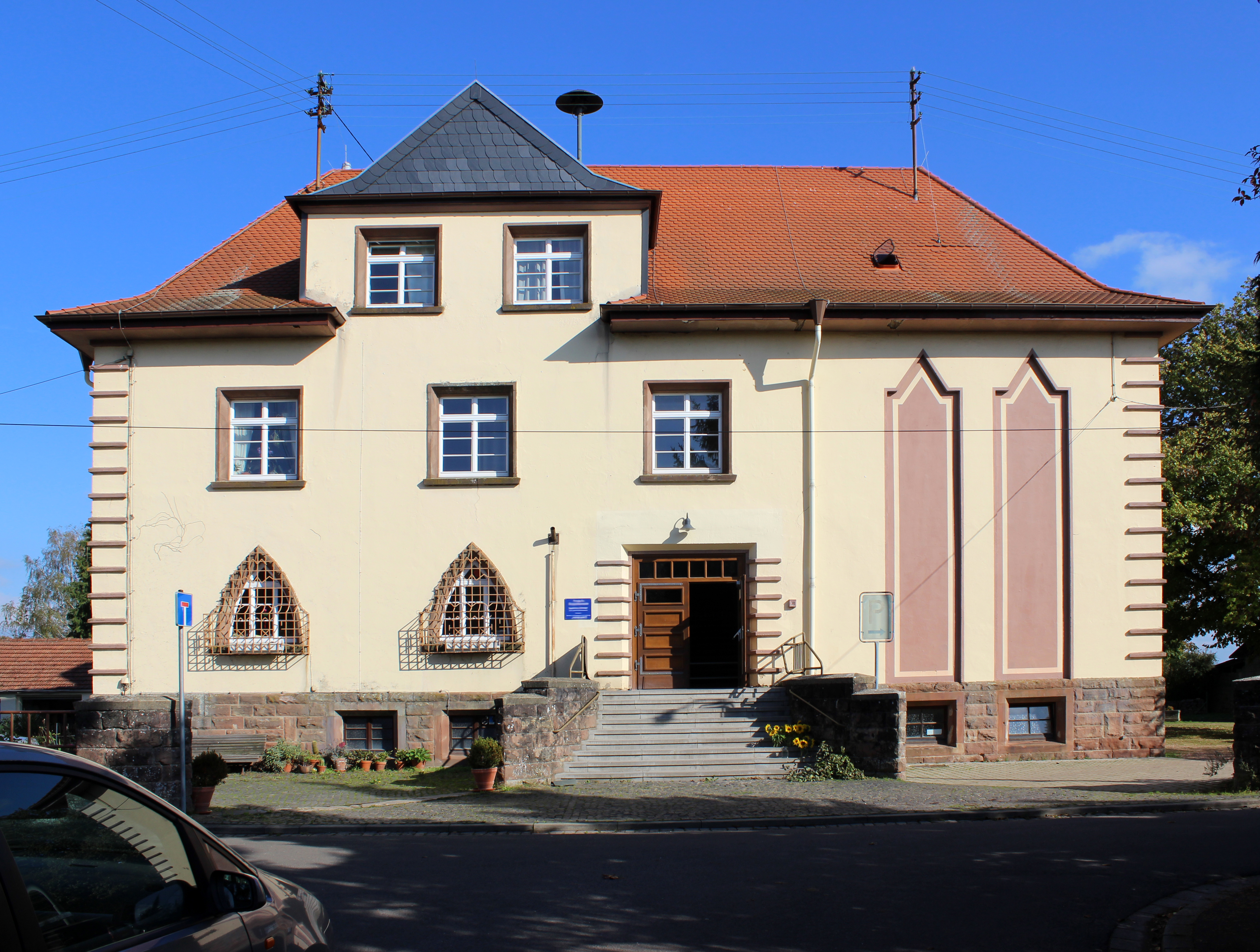
L'école.
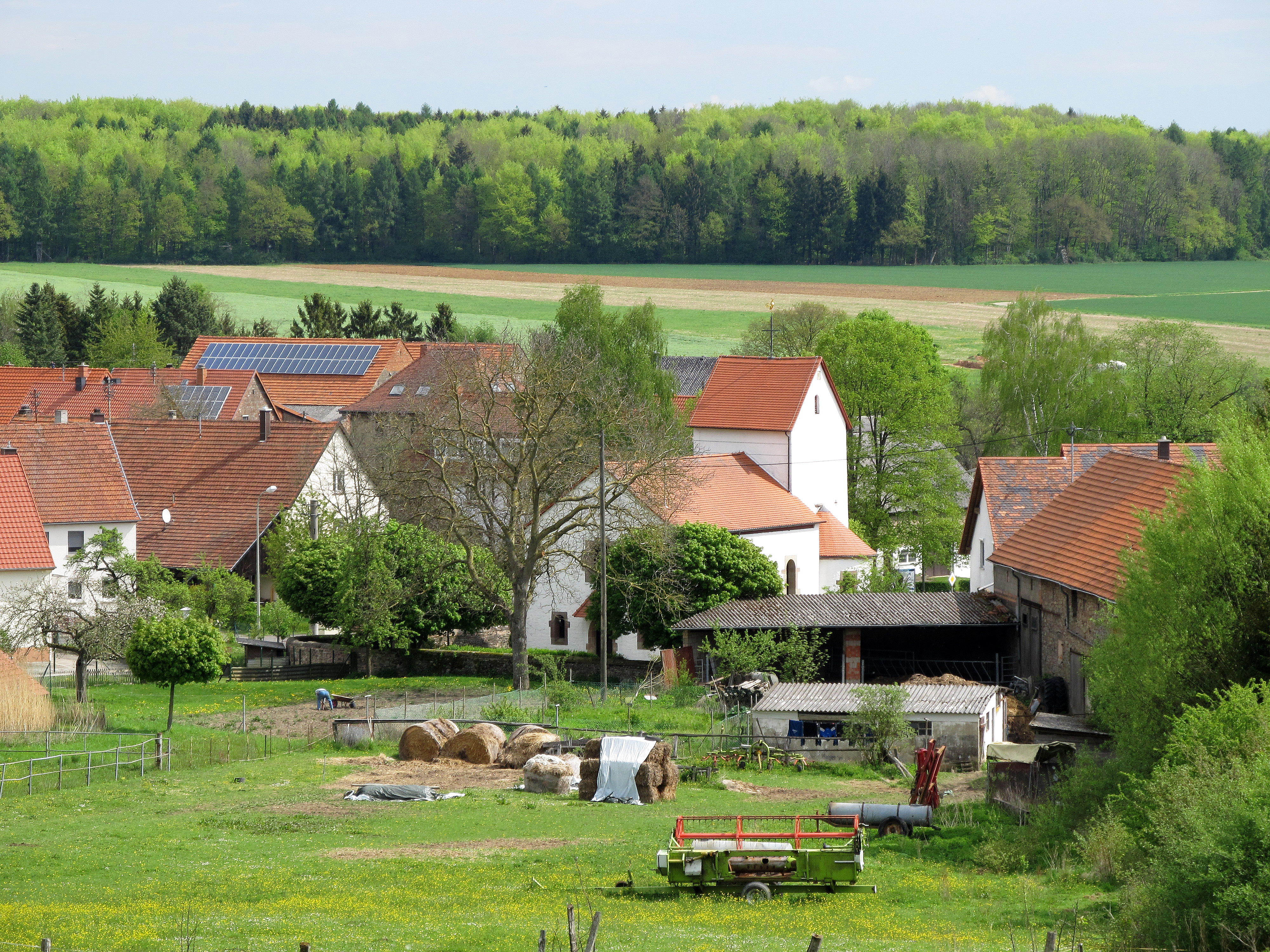
Vue du village.